# دونكان براون
دونكان براون (بالإنجليزية: Duncan Browne)‏ هو عازف قيثارة ومغن مؤلف بريطاني، ولد في 25 مارس 1947، وتوفي في 28 مايو 1993 بسبب سرطان.

## وصلات خارجية
- دونكان براون على موقع IMDb (الإنجليزية)
- دونكان براون على موقع ميوزك برينز (الإنجليزية)
- دونكان براون على موقع ديسكوغز (الإنجليزية)